# Spolčení hlupců
Spolčení hlupců (v originále A Confederacy of Dunces, 1. vydání v roce 1980) je humoristicko-satirický román, který napsal americký spisovatel John Kennedy Toole (1937–1969). Román vyšel až po autorově smrti v roce 1980 a v roce 1981 byl oceněn Pulitzerovou cenou. Příběh obtloustlého a potrhlého intelektuála Ignácia J. Reillyho se odehrává v barvitém prostředí New Orleansu na počátku 60. let 20. století. Kniha je vyprávěna bohatým, svěžím jazykem. Do češtiny ji přeložil Jaroslav Kořán.

## Příběh
Hlavním hrdinou je třicátník Ingácius J. Reilly, který má akademické vzdělání, je sečtělý a inteligentní a všechen čas tráví ve svém pokoji v malém domku, kde se nechá vyživovat svou omezenou matkou. Za své životní poslání považuje sepsání význačného díla, ve kterém odhalí zkaženost a mravní zpustlost dnešní doby. Dlouhé hodiny tak polehává ve své staromládenecké ložnici před televizní obrazovkou, proklíná svět, do jehož morálního bahna upadl, nebo sepisuje nesouvislé kapitoly svého díla o tom, jak vysoko ční éra středověku nad zkažeností moderní doby. Při jedné cestě z baru nicméně Ingáciova matka poškodí autem cizí dům a jelikož nemá peníze na náhradu škody, je Ignácius donucen hledat si práci – ačkoliv matku varoval, že to nedopadne dobře. Nedopadlo. Po několika pokusech je přijat do továrny Levyho kalhoty, což je malý upadlý podnik před bankrotem, vedený přednostou kanceláře panem Gonzalesem. V podniku se vyskytuje také slečna Trixie, asi osmdesátiletá senilní účetní, toužící po šunce a penzi. Ignácia práce v podniku nadchne, ale cítí ji především jako svou šanci trumfnout svou přítelkyni ze studií Myrnu Minkoffovou, která se angažuje v boji za lidská práva v New Yorku. V úmyslu se zviditelnit chce pozvednout ekonomickou situaci firmy a tak padělá dopis a jménem majitele nařkne jediného odběratele z neschopnosti prorazit na trh. To vede k tomu, že Levyho kalhoty čelí žalobě o závratných půl milionu dolarů. Po následném vyvolání vzpoury černošských dělníků, která skončí fiaskem, je vyhozen. Následně je přijat jako pouliční prodavač párků. Boje Ignácia s matkou se neustále stupňují a když je po sérii náhod a nehod Ignácius vyfocen v novinách ležící na silnici před barem, v němž se obchoduje s pornografií, rozhodne se matka zbavit syna svéprávnosti a nechat ho hospitalizovat na psychiatrii. Ignácius však její plán včas odhalí a když se objeví Myrna Minkoffová, neváhá a utíká s ní do New Yorku vstříc novým dobrodružstvím.

## Další postavy
Příběhem neustále prochází pouze několik vedlejších postav, které se objevují v různých funkcích a rolích – například věčně nevrlý a do dýmu zahalený černoch Burma Jones, plachý policejní vyšetřovatel Angelo Mancuso nebo zámožný starý pan Claude Robichaux, který se uchází o Ignáciovu matku a trpí paranoidním strachem z „komoušů“. Důležitou roli hraje také bývalá Ignáciova přítelkyně Myrna Minkoffová, která je zapálená bojovnice za lidská práva a považuje se za hlubokou znalkyni Ignáciovy duše.

## Vznik románu
Autor napsal dílo v průběhu 60. let, ale nepodařilo se mu pro něj najít vydavatele. Několikeré odmítnutí jej zřejmě hluboce zasáhlo a ve spojení se zdravotními problémy jej v roce 1969 dohnalo k sebevraždě. O vydání románu se zasadila jeho matka, která požádala o pomoc s vydáním spisovatele Walkera Percyho. Najít vydavatele se podařilo až po 11 letech, román vyšel v roce 1980 a o rok později za něj jeho autor obdržel Pulitzerovu cenu.

## Česká vydání
Román vyšel poprvé v češtině v roce 1985 (Odeon) v překladu Jaroslava Kořána, prozatím naposledy v roce 2008 (Argo). Jde o revidované vydání, protože původní edice byla z politických důvodů zcenzurována.

## Rozhlasová adaptace
Kniha byla zpracována v roce 2016 v Českém rozhlasu jako čtrnáctidílná četba na pokračování. Překlad: Jaroslav Kořán, adaptace: Gabriela Albrechtová, četl: Luboš Veselý, režie: Vít Vencl.